# Turbina
Turbina,  iz grške besede τύρβη, tyrbē, ("turbulenca"), je rotirajoča mehanska naprava, ki pretvori energijo toka delovnega medija v mehansko delo. Delovni medij je lahko fluid ali plin. Energija je potencialna ali/in kinetična. Turbina ima vsaj en rotirajoči del - rotor, na katerega vpliva premikajoči tok in ga vrti. Prve turbine so bili mlini na veter in vodna gnana kolesa, največkrat za pogon žag ali mlinov.
Besedo "turbina" je uveljavil francoski rudarski inženir Claude Burdin iz latinske besede turbo (vrtinec). Njegov študent Benoit Fourneyron je zgradil prvo praktično vodno turbino.
Plinske, parne in vodne turbine imajo po navadi ohišje, ki zadržuje in kontrolira delovni medij. Parno turbino naj bi izumila dva inženirja: britanski Sir Charles Parsons (1854–1931) reakcijsko turbino in švedski inženir Gustaf de Laval (1845–1913) impulzno turbino. Moderne parne turbine so največkrat kombinacija reakcijske in impulzne turbine.

## Teorija delovanja
Delovni medij (fluid ali plin) ima potencialno (tlačno) in kinetično energijo. Fluid je lahko stisljiv ali nestisljiv. Obstaja več načinov za pretvorbo te energije:
Impulzne turbine spremenijo smer toka visokohitrostnega fluida ali plina. Ta impulz vrti turbino in tok zapusti turbino z manjšo kinetično energijo. Na rotirajočih lopaticah turbine ni spremembe tlaka fluida ali plina, ves padec tlaka se zgodi na stacionarnih lopaticah. Preden tok doseže turbino, se v šobah tlačna (potencialna) energija fluida spremeni v kinetično energijo (hitrostno). Ta koncept uporabljajo Peltonove in de Lavalove turbine. Te turbine ne potrebujejo tlačnega ohišja okoli rotorja, ker se ves tlak spremeni v statorju - šobah. Transfer energije impulznih turbin opisuje drugi Newtonov zakon.
Reakcijske turbine pri slednjih se spremeni tlak fluida ali plina ko se premika skozi lopatice rotorjev. Pri teh turbinah je potrebno ohišje, ki zadržuje delovni medij, ali pa mora biti turbina v celoti "potopljena" v delovni medij kot je npr. vetrna turbina. Ohišje zadržuje in kontrolira tok fluida ali plina. Ta način uporabljajo Francisove in večina parnih turbin. Za stisljive delovne medije - pline je po navadi potrebno več stopenj za efektivno pretvarjanje energije ekspandiajočega plina. Transfer energije reakcijskih turbin opisuje Tretji Newtonov zakon.